# HCL Connections
HCL Connections é um aplicativo de software social corporativo da Web 2.0 desenvolvido pela IBM para fornecer ferramentas de rede social online para pessoas associadas a uma empresa. O conjunto de colaboração IBM, Notes / Domino, Sametime, Portal e Connections foi vendido para as HCL Technologies em dezembro de 2018.

## Componentes
Os dez componentes do IBM Connections são construídos em um conjunto de serviços de acordo com o conceito de arquitetura orientada a serviços . Esses componentes assumem a forma de aplicativos J2EE hospedados no IBM WebSphere Application Server. Esse design permite que os componentes sejam hospedados independentemente um do outro e suportem implantações em escala muito grande.

### Página inicial
A página inicial serve como um portal para a colaboração social do usuário. Pronto para uso O IBM Connections fornece 20 widgets que podem ser personalizados pelo usuário.
O módulo Página inicial também inclui uma exibição de 'atualizações recentes', que mostra alterações como novas postagens de conteúdo e atualizações de status relevantes para o usuário. Também é fornecido um sistema para atualizar o status dos usuários via microblog.

### Perfis
Perfis fornece um diretório on-line de pessoas dentro de uma organização. As pessoas podem ser localizadas por critérios como palavras-chave, nomes, responsabilidades, interesses, projetos dos quais fazem parte, experiência, relacionamento comercial, tags ou sua localização.
O perfil de uma pessoa normalmente contém seu nome, função, localização base, cadeia de relatórios e detalhes sobre os indicadores, atividades, comunidades e blogs do IBM Connection dos quais eles participam. Os perfis podem ser personalizados e novos campos adicionados.

### Favoritos
O Favorito é um serviço de bookmarking social que permite às pessoas marcar como favorito o conteúdo da web, marcá- lo e compartilhá-lo. Os marcadores podem ser localizados via palavra-chave, tags e a pessoa que criou o marcador.
Além da pesquisa simples, os Favoritos podem refinar dinamicamente os resultados da pesquisa com o usuário identificando usuários ou outras tags de seu interesse.

### Atividades
Activities é um sistema de gerenciamento de tarefas que permite que grupos de pessoas colaborem facilmente em uma tarefa. As atividades são estruturadas em uma hierarquia de árvore aninhada em que entradas, itens de tarefas e seções se ramificam da atividade raiz.

### Comunidades
As comunidades permitem a colaboração ad hoc e planejada em torno de um projeto ou área de interesse. Uma comunidade do Connections pode ter sua própria galeria de mídia, calendário de eventos, ideação, microblogging, blog, fóruns, favoritos, atividades, feeds, lista de membros, Wiki e arquivos.

### Blogs
Os blogs fornecem funcionalidade de blog para grupos e indivíduos.